# Eriocrania semipurpurella
Eriocrania semipurpurella — вид метеликів родини Eriocraniidae. Eriocrania sangii має схожість з Eriocrania semipurpurella. Розмах крил 10-16 мм. Зустрічається з березня по квітень. Гусінь живляться листям берези (Betula).